# Arthur Robertson
Arthur James Robertson (Harthill, 19 april 1879 - Peterborough, 18 april 1957), was een Brits atleet.

## Biografie
Robertson won tijdens Olympische Zomerspelen 1908 in eigen land de gouden medaille met het Britse 3 mijlteam en de zilveren medaille op de Steeplechase.

## Palmares

### Steeplechase
- 1908:  OS - 10.48,8

### 5 mijl
- 1908: 5e OS - 26.13,0

### 3 mijl team
- 1908:  OS - 6 punten